# Raymond Tixier
Raymond Tixier (1912.) je bivši francuski hokejaš na travi.
Na hokejaškom turniru na Olimpijskim igrama 1936. u Berlinu je igrao za Francusku. Francuska je osvojila 4. mjesto, izgubivši u poluzavršnici od kasnijeg olimpijskog pobjednika Indije, a za broncu je tijesno izgubila od Nizozemske s 3:4. 

## Vanjske poveznice
- Profil na Sports Reference.com  Arhivirana inačica izvorne stranice od 6. siječnja 2009. (Wayback Machine)